# Pseudocyba
Pseudocyba miracula es una especie de araña araneomorfa de la familia Linyphiidae. Es el único miembro del género monotípico Pseudocyba.

## Distribución
Se encuentra en Rusia.